# Villages du Lac de Paladru
Villages du Lac de Paladru é uma comuna francesa na região administrativa de Auvérnia-Ródano-Alpes, no departamento de Isère. Estende-se por uma área de 21.24 km². Em 2010 a comuna tinha 2 567 habitantes (densidade: 120,9 hab./km²).
Foi criada em 1 de janeiro de 2017, a partir da fusão das antigas comunas de Paladru (sede da comuna) e Le Pin.